# Польська Екстраліга з хокею 2008—2009
Чемпіонат Польщі з хокею 2009 — 74-ий чемпіонат Польщі з хокею, чемпіоном став клуб Краковія Краків.

## Попередній раунд
| М   | Команда               | І  | В  | ВО | ПО | П  | Ш       | О  |
| --- | --------------------- | -- | -- | -- | -- | -- | ------- | -- |
| 1.  | Подгале (Новий Тарг)  | 36 | 23 | 2  | 2  | 9  | 154:93  | 75 |
| 2.  | Краковія Краків       | 36 | 22 | 4  | 0  | 10 | 154:84  | 74 |
| 3.  | Сточньовець (Гданськ) | 36 | 21 | 2  | 5  | 8  | 135:104 | 72 |
| 4.  | Заглембє Сосновець    | 36 | 19 | 0  | 6  | 11 | 139:117 | 63 |
| 5.  | Напшуд Янув           | 36 | 17 | 3  | 2  | 14 | 136:119 | 59 |
| 6.  | ГКС Тихи              | 36 | 16 | 3  | 0  | 17 | 121:97  | 54 |
| 7.  | ГКС (Ястшембе)        | 36 | 16 | 2  | 2  | 16 | 122:112 | 54 |
| 8.  | ТКХ «Торунь»          | 36 | 8  | 8  | 2  | 18 | 92:124  | 42 |
| 9.  | КХ Сянок              | 36 | 9  | 2  | 6  | 19 | 102:141 | 37 |
| 10. | Полонія Битом         | 36 | 3  | 0  | 1  | 32 | 47:211  | 10 |

Скорочення: М = підсумкове місце, І = ігри, В = перемоги, ВО = перемоги в овертаймі, ПО = поразки в овертаймі, П = поразки, Ш = закинуті та пропущені шайби, О = набрані очки

## Фінальний раунд
| М  | Команда               | І  | В  | ВО | ПО | П  | Ш       | О  |
| -- | --------------------- | -- | -- | -- | -- | -- | ------- | -- |
| 1. | Подгале (Новий Тарг)  | 46 | 31 | 2  | 2  | 11 | 196:114 | 99 |
| 2. | Краковія Краків       | 46 | 27 | 5  | 0  | 14 | 187:112 | 90 |
| 3. | Сточньовець (Гданськ) | 46 | 25 | 2  | 6  | 13 | 163:143 | 85 |
| 4. | ГКС Тихи              | 46 | 23 | 3  | 0  | 20 | 147:120 | 76 |
| 5. | Напшуд Янув           | 46 | 20 | 3  | 3  | 20 | 169:155 | 69 |
| 6. | Заглембє Сосновець    | 46 | 20 | 1  | 6  | 19 | 164:157 | 68 |

Скорочення: М = підсумкове місце, І = ігри, В = перемоги, ВО = перемоги в овертаймі, ПО = поразки в овертаймі, П = поразки, Ш = закинуті та пропущені шайби, О = набрані очки

## Кваліфікація
| М   | Команда        | І  | В  | ВО | ПО | П  | Ш       | О  |
| --- | -------------- | -- | -- | -- | -- | -- | ------- | -- |
| 7.  | ГКС (Ястшембе) | 42 | 19 | 3  | 2  | 18 | 141:128 | 65 |
| 8.  | ТКХ «Торунь»   | 42 | 10 | 9  | 4  | 18 | 116:142 | 52 |
| 9.  | КХ Сянок       | 42 | 14 | 2  | 6  | 20 | 125:153 | 52 |
| 10. | Полонія Битом  | 42 | 3  | 0  | 1  | 38 | 55:239  | 10 |

Скорочення: М = підсумкове місце, І = ігри, В = перемоги, ВО = перемоги в овертаймі, ПО = поразки в овертаймі, П = поразки, Ш = закинуті та пропущені шайби, О = набрані очки

## Плей-оф

### Чвертьфінали

#### Подгале (Новий Тарг) — ТКХ «Торунь» 3:0
| 13 лютого 2009 |

| Подгале (Новий Тарг)                               | 3:0             | ТКХ «Торунь» |
| -------------------------------------------------- | --------------- | ------------ |
| Дзюбінський — 08:48 Кубенко — 40:27 Грушка — 48:18 | (1:0, 0:0, 2:0) |              |

| Міський льодовий палац Глядачів: 1500 |

| 14 лютого 2009 |

| Подгале (Новий Тарг)                                        | 4:2             | ТКХ «Торунь»                         |
| ----------------------------------------------------------- | --------------- | ------------------------------------ |
| Запала — 09:32 Івічич — 30:57 Бараник — 43:13 Качир — 58:18 | (1:0, 1:1, 2:1) | 38:11 — Кучновський 57:01 — Бомастек |

| Міський льодовий палац Глядачів: 1600 |

| 17 лютого 2009 |

| ТКХ «Торунь»                                   | 3:6             | Подгале (Новий Тарг)                                                                         |
| ---------------------------------------------- | --------------- | -------------------------------------------------------------------------------------------- |
| Бомастек — 00:13 Буржил — 03:35 Буржил — 41:11 | (2:2, 0:2, 1:2) | 05:09 — Бараник 07:05 — Качир 32:57 — Качир 36:42 — Бараник 58:42 — Запала 59:49 — Розанські |

| Тор-Тор Глядачів: 2100 |

#### Краковія Краків — ГКС (Ястшембе) 3:0
| 13 лютого 2009 |

| Краковія Краків                    | 2:0             | ГКС (Ястшембе) |
| ---------------------------------- | --------------- | -------------- |
| Джевєцький — 09:40 Мігалик — 59:12 | (1:0, 0:0, 1:0) |                |

| Штучна ковзанка імені Адама Ковалевського Глядачів: 1500 |

| 14 лютого 2009 |

| Краковія Краків                                                          | 4:2             | ГКС (Ястшембе)                 |
| ------------------------------------------------------------------------ | --------------- | ------------------------------ |
| Ковалівка — 21:51 Дулемба — 24:08 Д. Ляшкевич — 48:42 Джевєцький — 59:12 | (0:0, 2:1, 2:1) | 31:34 — Ждрахал 51:53 — Ліпіна |

| Штучна ковзанка імені Адама Ковалевського Глядачів: 1000 |

| 17 лютого 2009 |

| ГКС (Ястшембе) | 1:4             | Краковія Краків                                                            |
| -------------- | --------------- | -------------------------------------------------------------------------- |
| Шоке — 22:07   | (0:1, 1:1, 0:2) | 19:30 — Вітовський 38:39 — Мігалик 50:17 — Л. Ляшкевич 54:11 — Д. Ляшкевич |

| Зимовий стадіон Глядачів: 2000 |

#### Сточньовець (Гданськ) — Заглембє Сосновець 3:2
| 13 лютого 2009 |

| Сточньовець (Гданськ)                          | 3:4 Б                     | Заглембє Сосновець                                               |
| ---------------------------------------------- | ------------------------- | ---------------------------------------------------------------- |
| Лопуський — 10:24 Шкутчан — 25:29 Фуро — 52:29 | (1:1, 1:1, 1:1, 0:0, 0:1) | 10:50 — Антонович 30:09 — Бернат 46:00 — Слюсарчук 65:00 — Важан |

| Олівія Глядачів: 3200 |

| 14 лютого 2009 |

| Сточньовець (Гданськ)       | 2:0             | Заглембє Сосновець |
| --------------------------- | --------------- | ------------------ |
| Вітек — 02:26 Вітек — 54:02 | (1:0, 0:0, 1:0) |                    |

| Олівія Глядачів: 3000 |

| 17 лютого 2009 |

| Заглембє Сосновець                                                | 4:3 Б                     | Сточньовець (Гданськ)                               |
| ----------------------------------------------------------------- | ------------------------- | --------------------------------------------------- |
| Лезо — 06:11 Козловський — 22:44 Т. Да Коста — 47:48 Лезо — 65:00 | (1:3, 1:0, 1:0, 0:0, 1:0) | 00:24 — Шкутчан 15:33 — Лопуський 18:21 — Урбанович |

| Зимовий стадіон Глядачів: 3000 |

| 18 лютого 2009 |

| Заглембє Сосновець | 0:1             | Сточньовець (Гданськ) |
| ------------------ | --------------- | --------------------- |
|                    | (0:1, 0:0, 0:0) | 07:05 — Смея          |

| Зимовий стадіон Глядачів: 3500 |

| 20 лютого 2009 |

| Сточньовець (Гданськ)                               | 3:2                       | Заглембє Сосновець               |
| --------------------------------------------------- | ------------------------- | -------------------------------- |
| Урбанович — 28:01 Урбанович — 30:38 Шкутчан — 65:00 | (0:1, 2:1, 0:0, 0:0, 1:0) | 04:39 — Лезо 26:25 — Т. Да Коста |

| Олівія Глядачів: 4100 |

#### ГКС Тихи — Напшуд Янув 3:1
| 13 лютого 2009 |

| ГКС Тихи                                                                                 | 6:3             | Напшуд Янув                                       |
| ---------------------------------------------------------------------------------------- | --------------- | ------------------------------------------------- |
| Якеш — 06:45 Гарбоч — 13:52 Гонера — 23:15 Басул — 29:12 Бакрлік — 39:51 Пажишек — 59:53 | (2:1, 3:0, 1:2) | 04:42 — Клісяк 44:19 — Стахура 47:46 — Войторович |

| Зимовий стадіон Глядачів: 2400 |

| 14 лютого 2009 |

| ГКС Тихи                                      | 3:4 Б                     | Напшуд Янув                                                     |
| --------------------------------------------- | ------------------------- | --------------------------------------------------------------- |
| Пажишек — 28:17 Пажишек — 31:43 Басул — 54:53 | (0:2, 2:1, 1:0, 0:0, 0:1) | 09:29 — Войторович 16:10 — Табачек 36:15 — Клісяк 65:00 — Лауко |

| Зимовий стадіон Глядачів: 2100 |

| 17 лютого 2009 |

| Напшуд Янув    | 1:2             | ГКС Тихи                        |
| -------------- | --------------- | ------------------------------- |
| Клісяк — 37:04 | (0:1, 1:1, 0:0) | 04:58 — Бакрлік 23:07 — Пажишек |

| Янтор Глядачів: 1500 |

| 18 лютого 2009 |

| Напшуд Янув                       | 2:4             | ГКС Тихи                                                      |
| --------------------------------- | --------------- | ------------------------------------------------------------- |
| Ельжбецік — 34:51 Слодчук — 47:54 | (0:0, 1:1, 1:3) | 36:17 — Паціга 44:58 — Басул 45:16 — Багінський 55:43 — Басул |

| Янтор Глядачів: 1200 |

### Матчі за 5 - 8 місця
- Напшуд Янув — ТКХ «Торунь» 2:7, 8:2
- Заглембє Сосновець — ГКС (Ястшембе) 4:3, 4:3

### 7 місце
- ГКС (Ястшембе) — ТКХ «Торунь» 2:1, 7:2

### 5 місце
- Напшуд Янув — Заглембє Сосновець 6:5, 6:5 ОТ

### Півфінали

#### ГКС Тихи — Подгале (Новий Тарг) 4:2
| 24 лютого 2009 |

| Подгале (Новий Тарг)                                                          | 5:2             | ГКС Тихи                       |
| ----------------------------------------------------------------------------- | --------------- | ------------------------------ |
| Качир — 05:53 Качир — 23:03 Лабуз — 31:31 Малясінський — 52:54 Запала — 53:34 | (1:0, 2:1, 2:1) | 28:26 — Крзак 58:15 — Волкович |

| Міський льодовий палац Глядачів: 3100 |

| 25 лютого 2009 |

| Подгале (Новий Тарг)                                      | 3:2             | ГКС Тихи                     |
| --------------------------------------------------------- | --------------- | ---------------------------- |
| Бринічка — 15:03 Малясінський — 30:54 Дзюбінський — 56:00 | (1:0, 1:0, 1:2) | 42:35 — Паціга 45:32 — Басул |

| Міський льодовий палац Глядачів: 2500 |

| 28 лютого 2009 |

| ГКС Тихи                                        | 3:1             | Подгале (Новий Тарг) |
| ----------------------------------------------- | --------------- | -------------------- |
| Котльож — 22:16 Волкович — 28:48 Паціга — 49:07 | (0:0, 2:1, 1:0) | 23:22 — Баткевич     |

| Зимовий стадіон Глядачів: 2500 |

| 1 березня 2009 |

| ГКС Тихи                                                            | 4:3             | Подгале (Новий Тарг)                              |
| ------------------------------------------------------------------- | --------------- | ------------------------------------------------- |
| Прошкевич — 11:15 Маяковські — 20:45 Гарбоч — 27:46 Пажишек — 51:27 | (1:1, 2:1, 1:1) | 07:50 — Качир 31:07 — Бараник 59:45 — Дзюбінський |

| Зимовий стадіон Глядачів: 2500 |

| 4 березня 2009 |

| Подгале (Новий Тарг)                       | 3:6             | ГКС Тихи                                                                                           |
| ------------------------------------------ | --------------- | -------------------------------------------------------------------------------------------------- |
| Качир — 37:38 Грушка — 47:31 Качир — 50:19 | (0:1, 1:3, 2:2) | 11:05 — Мацков'як 21:02 — Прошкевич 24:29 — Бакрлік 27:11 — Басул 54:11 — Паціга 55:04 — Прошкевич |

| Міський льодовий палац Глядачів: 3000 |

| 6 березня 2009 |

| ГКС Тихи                                       | 3:2 Б                     | Подгале (Новий Тарг)           |
| ---------------------------------------------- | ------------------------- | ------------------------------ |
| Паціга — 40:14 Пажишек — 49:42 Бакрлік — 65:00 | (0:0, 0:1, 2:1, 0:0, 1:0) | 21:45 — Бараник 53:16 — Грушка |

| Зимовий стадіон Глядачів: 2716 |

#### Краковія Краків — Сточньовець (Гданськ) 4:0
| 24 лютого 2009 |

| Краковія Краків                                                          | 4:2             | Сточньовець (Гданськ)       |
| ------------------------------------------------------------------------ | --------------- | --------------------------- |
| Пйотровський — 21:53 Мігалик — 28:08 Д. Ляшкевич — 33:45 Мігалик — 36:18 | (0:0, 4:1, 0:1) | 23:08 — Вітек 40:30 — Вітек |

| Штучна ковзанка імені Адама Ковалевського Глядачів: 1600 |

| 25 лютого 2009 |

| Краковія Краків                                                                     | 5:0             | Сточньовець (Гданськ) |
| ----------------------------------------------------------------------------------- | --------------- | --------------------- |
| Л. Ляшкевич — 02:22 Мігалик — 22:02 Мігалик — 24:52 Слабонь — 33:17 Слабонь — 52:38 | (1:0, 3:0, 1:0) |                       |

| Штучна ковзанка імені Адама Ковалевського Глядачів: 1500 |

| 28 лютого 2009 |

| Сточньовець (Гданськ)                                                 | 4:5 ОТ               | Краковія Краків                                                                                      |
| --------------------------------------------------------------------- | -------------------- | --- |
| Урбанович — 00:42 Урбанович — 14:51 Жешутко — 23:12 Урбанович — 48:42 | (2:1, 1:0, 1:3, 0:1) | 16:02 — Пйотровський 48:13 — Л. Ляшкевич 49:03 — Л. Ляшкевич 59:32 — Д. Ляшкевич 62:16 — Л. Ляшкевич |

| Олівія Глядачів: 3500 |

| 1 березня 2009 |

| Сточньовець (Гданськ)                                | 3:4             | Краковія Краків                                                  |
| ---------------------------------------------------- | --------------- | ---------------------------------------------------------------- |
| Смея — 08:08 Лопуський — 18:00 Позіомковські — 23:57 | (2:0, 1:3, 0:1) | 20:47 — Чоріх 37:03 — Пасют 37:28 — Пйотровський 56:56 — Слабонь |

| Олівія Глядачів: 3500 |

### Серія за 3 місце

#### Подгале (Новий Тарг) — Сточньовець (Гданськ) 3:0
| 9 березня 2009 |

| Подгале (Новий Тарг) | 6:2             | Сточньовець (Гданськ) |
| -------------------- | --------------- | --------------------- |
|                      | (4:1, 2:0, 0:1) |                       |

| Міський льодовий палац Глядачів: 600 |

| 10 березня 2009 |

| Подгале (Новий Тарг) | 7:4             | Сточньовець (Гданськ) |
| -------------------- | --------------- | --------------------- |
|                      | (3:1, 0:1, 4:2) |                       |

| Міський льодовий палац Глядачів: 700 |

| 13 березня 2009 |

| Сточньовець (Гданськ) | 3:4             | Подгале (Новий Тарг) |
| --------------------- | --------------- | -------------------- |
|                       | (2:2, 0:2, 1:0) |                      |

| Олівія Глядачів: 1500 |

### Фінал

#### Краковія Краків — ГКС Тихи 4:1
| 9 березня 2009 |

| Краковія Краків | 5:4 Б                     | ГКС Тихи |
| --------------- | ------------------------- | -------- |
|                 | (1:2, 1:0, 2:2, 0:0, 1:0) |          |

| Штучна ковзанка імені Адама Ковалевського Глядачів: 1800 |

| 10 березня 2009 |

| Краковія Краків | 2:1             | ГКС Тихи |
| --------------- | --------------- | -------- |
|                 | (0:0, 1:1, 1:0) |          |

| Штучна ковзанка імені Адама Ковалевського Глядачів: 1800 |

| 12 березня 2009 |

| ГКС Тихи | 4:3             | Краковія Краків |
| -------- | --------------- | --------------- |
|          | (0:0, 1:1, 3:2) |                 |

| Зимовий стадіон Глядачів: 3000 |

| 13 березня 2009 |

| ГКС Тихи | 1:3             | Краковія Краків |
| -------- | --------------- | --------------- |
|          | (0:1, 1:2, 0:0) |                 |

| Зимовий стадіон Глядачів: 3000 |

| 15 березня 2009 |

| Краковія Краків | 7:0             | ГКС Тихи |
| --------------- | --------------- | -------- |
|                 | (2:0, 4:0, 1:0) |          |

| Штучна ковзанка імені Адама Ковалевського Глядачів: 2000 |

## Серія за 9-10 місця
- КХ Сянок — Полонія Битом 4:0 (3:1, 5:3, 7:6 Б, 8:2)

## Нагороди
- Найкращий гравець Пшемислав Одробни (Сточньовець (Гданськ))
- Найкращий польський гравець Тедді Да Коста (Заглембє Сосновець)
- Найкращий іноземний гравець Мілан Бараник (Подгале (Новий Тарг))
- Найкращий молодий гравець Даріуш Грушка (Подгале (Новий Тарг))

## Фінал (І Ліга)
- Унія (Освенцім) — КТХ Криниця 3:1 (0:3, 3:2 Б, 5:3, 5:4)